# Internationale Gewapend Beton-Bouw NV
De NV Internationale Gewapend Beton-Bouw (IGB) was een uit een bouwmaterialenhandel voortgekomen Nederlands bouwbedrijf, gespecialiseerd in gewapende betonbouw,  opgericht door drie broers Stulemeijer te Breda. Het ontwikkelde zich tot een internationaal opererende onderneming met diverse vestigingen en deelnemingen in binnen- en buitenland. 

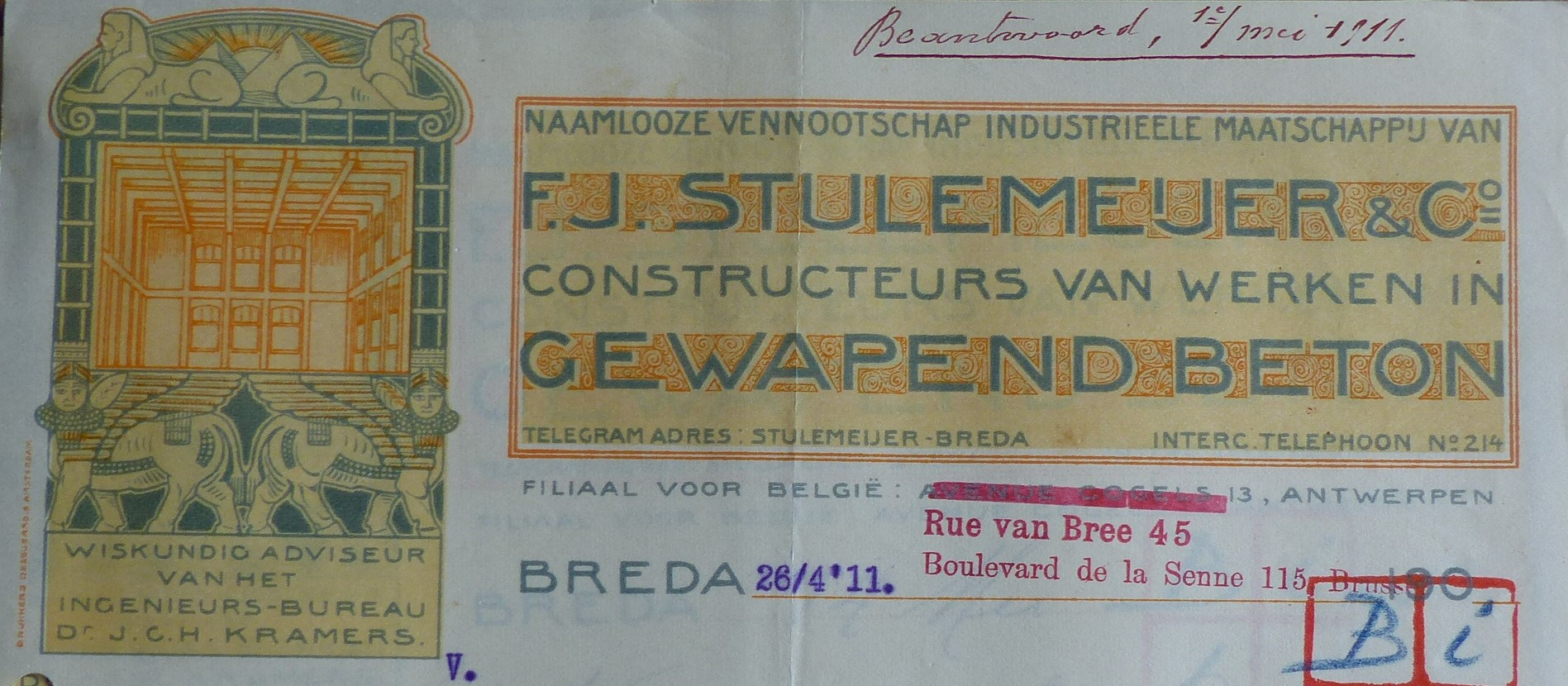
De firma Stulemeijer opereerde al snel na de start ook buiten Nederland

## Beginjaren
In 1898 richten de Rotterdamse broers Jacques Marie, Frans en Charles Stulemeijer een bouwmaterialenhandel op te Breda waaraan al gauw een bouwbedrijf wordt verbonden. In 1901 wordt de onderneming omgedoopt in F J Stulemeijer & Co., in 1905 omgezet in NV Industrieele Maatschappij van F J Stulemeijer & Co. Het bedrijf ontwikkelt zich na een aarzelende start met zware verliezen vervolgens voorspoedig, in 1904 gemiddeld 150 werklieden, in 1907 300. Een deel is werkzaam in het kantoor en de betonfabriek aan de Nieuwe Prinsenkade te Breda. De jaaromzet neemt toe van ca. f 800.000 in 1910 tot f 1,6 mln in 1912 tot meer dan f 2,5 mln in 1918. In dat jaar vindt de naamsverandering tot NV Internationale Gewapend Beton-Bouw plaats met een maatschappelijk kapitaal van f 2  miljoen, waarvan f 500.000 volgestort. De daaropvolgende jaren ondergaat het kapitaal steeds uitbreiding, mede in verband met de internationale expansie. In 1909 werd in Brussel (onder leiding van J M Stulemeijer) een filiaal opgericht SA La Societe Belge des Betons, in 1920 volgt een vestiging te Parijs, de Soc. Nord-France d'Entreprises Générales et de Constr. en Beton Armé en te Brussel een tweede, een portlandcementfabriek te Thieu, de Ciments de Thieu. In 1922 is de oprichting van de Sociedad Iberica de Construcciones Y Obras Publicas te Madrid, Valencia en San Sebastian. Verder is er begin jaren twintig nog de Allgemeine Bau-Aktiengesellschaft te Keulen. 
De groei kan gedekt worden uit eigen vermogen, tussen 1910 en 1920 worden, op twee jaar na, dividenden van 10% en meer uitgekeerd. De jaren twintig en dertig zijn daarentegen veel minder gunstig. De terreinen en fabrieksgebouwen inclusief raccordement en haven te Breda ondergaan regelmatig uitbreiding, verder beschikt men over een grindgroeve te Schaesberg. In 1919 neemt het bedrijf deel in een belangengemeenschap met de Hollandsche Constructiewerkplaatsen (HCW) te Leiden. De al bestaande afdeling machinebouw wordt in 1936 ondergebracht in de dochteronderneming NV Constructiewerkplaats en Machinefabriek IGB, waar vooral lichte constructies als ramen worden vervaardigd. In 1937 volgt een constructiewerkplaats annex centraal magazijn te Keizersveer.

## Na 1945
In 1947 gaat de zelfstandige dochter Machinefabriek IGB over aan een ander bedrijf in het Stulemeijer-concern, de Hollanse Kunstzijde Industrie.De IGB concentreert zich verder op toelevering en samenwerking met andere bouwbedrijven. In 1947 verwerft men 1/8 aandeel in de Betonmortelfabriek Befaro te Rotterdam, in 1951 neemt IGB voor 1/7 deel in een samenwerkingsverband van Nederlandse bouwondernemingen, Bouwbedrijf Midden-Nederland. In 1972 neemt Boskalis IGB over, maar deze doet de IGB met twee andere werkmaatschappijen (Hollandsche Bouwcombinatie te 's-Gravenhage en Planconsult vastgoed te Breda) na 10 jaar weer van de hand. Vanaf 1983 gaan de drie bedrijven - waar dan een 450 mensen werkzaam zijn- na een management buy out en financiële hulp van Boskalis weer zelfstandig samen verder onder de IGB Holding. In 1985 gaat men samen met branchegenoot Dirk Verstoep. In 1989 is er sprake van een fusie met NBM-Amstelland, in 1995 gaat IGB samen met Ballast Nedam.